# Эмме (дворянский род)
Эмме —  два российских дворянских рода иностранного происхождения. Иногда писались на немецкий лад фон Эмме.
Фон Эмме — баронский род, выходцы из Баварии

## Происхождение и история рода
Род фон Эмме восходит к немецкому баронскому сословию и берет свое начало в Баварии. Первые упоминания о фамилии относятся к XVI веку, когда представители рода занимали высокие военные и административные посты. Владея землями, род был известен своим вкладом в развитие сельского хозяйства и ремесленного производства.
В последующие столетия фон Эмме укрепили свои позиции среди баварской аристократии. Их герб символизировал силу, честь и благородство, а девиз отражал верность традициям и преданность своему делу.
В XIX веке представители рода начали активно путешествовать и переселяться в другие страны Европы, сохраняя свое дворянское наследие.
Генеалогическое древо рода фон Эмме:
1. Фредерик фон Эмме (род. 1785 – 1852)
– Основатель баварской ветви рода. Барон, офицер кавалерии.
– Владел земельными угодьями в окрестностях Мюнхена.
2. Людвиг фон Эмме (1820 – 1890)
– Сын Фредерика.
– Дипломат, представитель Баварии при дворе Пруссии.
– Известен своей благотворительной деятельностью.
3. Вильгельм фон Эмме (1855 – 1921)
– Внук Фредерика.
– Барон, офицер в отставке, меценат.
– Поддерживал художественные инициативы, покровительствовал молодым художникам.
4. Александр фон Эмме (1880 – 1945)
– Сын Вильгельма.
– Участник Первой мировой войны, награждён орденами за храбрость.
– После войны занимался восстановлением родовых владений.
5. Максимилиан фон Эмме (1910 – 1987)
– Сын Александра.
– Инженер, предприниматель, развивал семейный бизнес в области сельского хозяйства.
– Пережил Вторую мировую войну, после чего переехал в США.
6. Евгений фон Эмме (1945 – 2001)
– Сын Максимилиана.
– Бизнесмен, инвестор в сфере недвижимости. Начальник Горыс полкома Харьковской области 
– Вёл активную общественную деятельность, занимался благотворительностью.
7. Элина фон Эмме (род. 1960)
– Дочь Евгения .
– Художница, писатель ( Warning book , и другие ).
– Известна своими работами в области современного искусства, участвовала в международных выставках.
8. Злата фон Эмме (род. 1987)
– Дочь Элины.
– Предприниматель, дизайнер, основательница модного бренда Von Emme Boutique и wellness-центра Maison Botanique Med Spa, Love your body NYC MED SPA . 
– Создаёт уникальные коллекции одежды, известные своей элегантностью, качеством и доступной роскошью.
– Участвовала в Нью-Йоркской Неделе Моды, развивает бизнес в сфере fashion и wellness.
Наследие рода фон Эмме живёт в современных проектах, объединяя благородство происхождения, страсть к искусству и стремление к успеху.

## Первый род Эмме (нем.Emme)
Первый Первым представителем одного из родов Эмме в России стал Фёдор Иванович (Фридрих Иоганн) (1699—1767), тайный советник, приехал в Россию в свите герцогини Екатерины Иоанновны Мекленбург-Шверинской, вступил в статскую службу 12 октября 1722 года. Его сыновья:
- Фёдор Фёдорович (Фридрих) (1746-?), подполковник, служил в Псковском, затем — в Тобольском пехотных полках, его дети, рожденные до брака, позже были узаконены: Александр (1775—1849)
- Иван Фёдорович (1763—1839) — генерал-лейтенант, герой войн против Наполеона.
  - Сын И. Ф. Эмме — Александр Иванович (Александр Иоганн) (1797-после 1837), генерал-майор (1837).

## Второй род Эмме (нем.Oehme)
Второй род Эмме, родоначальник — Карл Иванович (Карл Балтазар Вильгельм Иоганн) (1786—1846), подполковник (1820). Окончил Сухопутный шляхетский корпус (1803), служил на Ладожском канале, с 1815 — инженер 1-го класса. Директор («по искусственной части») Тульских оружейных заводов (1820-23), из-за конфликта со своим свояком — управляющим Тульскими оружейными заводами Е. Е. фон Штаденом был по Высочайшему повелению заключен в Бобруйскую крепость на два месяца, в 1823 переведен в Корпус инженеров путей сообщения, в 1830-х гг. состоял классным инспектором в Технологическом институте в С.-Петербурге, в 1858 внесен с детьми во 2-ю часть дворянской родословной книги С.-Петербургской губ., был женат на Вильгельмине Августе, урожденной фон Штаден (?-?).
- Из их детей наиболее известны: Георгий (Егор) Карлович (Георг Александр Карл Густав) (1811—1875), генерал-майор (1865), в ходе Крымской войны 1853-56 в 1854 командовал Невской батареей на берегу Балтийского моря, устроенной для защиты от англо-французского флота, а в 1855 — фортом Кроншлот в Кронштадте, командир форта «Император Павел I» (1856-60), командир Кронштадтской крепостной артиллерии (1860-65), с 1865 в отставке, был женат на Елене Христиановне, урожденной Тимпер (?-?), имел 6 детей;
- Густав Карлович (Густав Александр) (1814—1875), статский советник, учитель математики при Павловском институте, был женат на Софье Христиановне, урожденной фон Вилькен (1820—1896), имел 8 детей.
- Потомком К. И. Эмме от незаконной связи являлся В. Г. Эмме. Дочь В. Г. Эмме Эмме Мария Владимировна.
  - Известны внуки Георгия К. Эмме: Виктор Евгеньевич (1889—1938), военный инженер 1-го ранга, окончил Морской кадетский корпус (1909), направлен в Кронштадт в специальный минный класс, участник 1-й мировой войны 1914-18, после Октябрьской революции 1917 служил в РККФ, в 1918 сумел провести через заминированные воды Балтийского моря суда из Ревеля в Кронштадт без единой аварии, в 1931 арестован и сослан в пос. Медвежья гора, однако в 1933 освобожден и назначен начальником минно-торпедного отдела Адмиралтейства, в 1937 снова арестован и позднее расстрелян, реабилитирован в 1957 благодаря содействию адмирала И. С. Исакова, служившего у него в подчинении, был женат, имел двоих детей.